# IFK Klagshamn
IFK Klagshamn (Idrottsföreningen Kamraterna Klagshamn) är en idrottsklubb från Klagshamn utanför Malmö som grundades 1921 av 12 unga edsvurna män.
Föreningens representationslag på herrsidan avancerade år 2011 till Division 1, men tackade 16 november 2011 nej till platsen av ekonomiska skäl.
IFK Klagshamn är en av Malmös äldsta fotbollsklubbar och har cirka 800 medlemmar. Klubben representerar Fotboll, Bordtennis, Innebandy, Löpning och kickboxning. Hemmaplanen Klagshamns IP har kapacitet för cirka 1000 åskådare.
Förutom under det sena 1950-talet när klubben gjorde en säsong i Division 3 (dåvarande motsvarigheten till dagens Division 1) hade IFK Klagshamn sin storhetstid inom fotbollen under den andra hälften av 00-talet och under tidigt 2010-tal då A-laget representerade föreningen i Division 2.
År 2006 påbörjade man en resa upp genom seriesystemet då man placerade sig på en andraplats i Division 4 Skåne södra. Andraplatsen i Division 4 innebar ett kvalspel till Division 3 södra Götaland. Kvalspelet till Division 3 under hösten 2006 blev framgångsrikt för Klagshamns del och uppflyttningen var ett faktum.
Säsongen 2007 blev man som nykomlingar i Division 3 åter tvåa i serien och liksom föregående säsong innebar detta ett nytt kvalspel om uppflyttning.
Under säsongens gång lyckades man bland annat slå sina antagonister, Limhamns IF (nuvarande LB07 ) två gånger om. En 0-1-seger på Limhamns IP följdes upp av en 3-1-seger hemma på Klagshamns IP.
I kvalspelet till Division 2 ställdes man först mot Älmhults IF som man förlorade mot borta med 3-1. Men efter en hemmaseger med 2-0 var man klara för den sista kvalomgången tack vare fler gjorda bortamål. I den sista kvalomgången ställdes man mot GIF Nike som man hemmaslog med 2-0 och förlorade mot borta med 1-0, vilket innebar att man var klara för spel i Division 2 södra Götaland säsongen 2008.
Säsongen 2008 placerade man sig på en åttondeplats i Division 2, då man säkrat kontraktet på bortaplan mot Ramlösa Södra FF, som man besegrade med 0-1 i den sista omgången.
Under säsongen 2009 skulle man börja etablera sig som en av Malmös främsta fotbollsklubbar bakom Malmö FF, då man slutade på en fin fjärdeplats i Division 2. Under säsongens gång lyckades man bland annat besegra den forna storklubben IFK Malmö FK på bortaplan med 0-5. I laget återfanns också en av seriens främsta målskyttar Ken Hansson som säsongen därpå såldes till Division 1-klubben FC Rosengård 1917. Man lyckades dessutom ta sig till DM-final för andra året i följd, som man dock återigen förlorade och denna gången mot Ramlösa Södra FF med 2-1.
Inför säsongen 2010 plockade man in Anders Grimberg som tränare, som tidigare bland annat tränade Bunkeflo IF. Man slutade på en femteplats i tabellen och säsongen innehöll bland annat triumfer mot lokalkonkurrenterna Lilla Torg FF (4-1) och 5-1 mot anrika Fässbergs IF samt att man lyckades plocka en poäng borta mot den blivande allsvenska klubben Varbergs BoIS FC efter att man spelat 1-1 på Påskbergsvallen.
Säsongen 2011 blev sportsligt den mest framgångsrika säsongen för IFK Klagshamn i modern tid. Division 2 södra Götaland vann man med en tio poängs-marginal och man förlorade endast en seriematch under hela året. Denna säsongen skulle på sikt också visa sig bli språngbrädan ut i Europa och proffslivet för framtidsnamn såsom den blivande landslagsmålvakten Robin Olsen som inför säsongen hämtades in från Bunkeflo FF, samt anfallaren Robin Simovic som plockades in från Lilla Torg FF. Under första hälften av säsongen spelade man sina hemmamatcher på Malmö Stadion, då Klagshamns IP inte uppfyllde kriterierna för spel i Division 2. Den 16 november meddelades från styrelsens håll att ekonomin inte fanns till för spel i Division 1, som man hade avancerat till och man tvingades att börja om igen i Division 2 året därpå.
Den ekonomiska saneringen och den dåvarande styrelsens beslut att tacka nej till Division 1-platsen innebar spelarflykt ifrån det framgångsrika A-lag, som satte IFK Klagshamn på den svenska fotbollskartan under de sista åren av 00-talet. Man påbörjade under säsongen 2012 en resa ner genom seriesystemet. Åren gick och i takt med att åren bytte nummer från 2012 till 2013 och 2014 bytte man också serietillhörighet från Division 2 till Division 3, Division 4 och vidare neråt.
Från 2012 till 2014 tog man sammanlagt åtta poäng i seriespel och man radade upp brutala storförluster, där en ökänd 0-19-förlust hemma mot Oxie SK under säsongen 2014, vilken troligtvis är klubbens största förlust i tävlingssammamhang.
2015 var man slutligen framme i Division 5 efter flera år av ras och sportslig misär. 2015 lyckades man också, via ett kvalspel mot Division 6-klubben Gislövs IF, att säkra kontraktet i Division 5 Skåne sydvästra och man hade därmed också bromsat det sportsliga haveri som inleddes 2012.
Inför säsongen 2019 presenterades det meriterade nyförvärvet Marcus Pode.  
Under ledningen av Daniel Pode, Mattias Holm, samt den spelande tränaren Marcus Pode lyckades man under 2019-års säsong att ta det efterlängtade steget tillbaka till Division 4 via kvalsegrar mot Lunds BoIS och Kullavägens BK.
Efter tre säsonger i Division 4 tog IFK Klagshamn det efterlängtade steget tillbaka till Division 3 den 2 oktober 2022. I den sista spelomgången av Division 4 Skåne sydvästra avgjorde Gustav Nordström hemmamötet mot BK Flagg med sitt 1-0-mål och Klagshamn säkrade därmed avancemanget.
Klubbens A-lag återfinns säsongen 2023 i Division 3 södra Götaland.
Säsongen 2025 spelar IFK Klagshamn i Div 4 sydvästra Skåne. 
Utöver Fotboll är IFK Klagshamn framstående i Bordtennis där majoriteten av seniorerlagen består av tonåringar som under säsongen 2023/2024 varit representerade i division 3, 4 och 5.
Två av dessa spelare representerar ungdomslandslag och har satt IFK Klagshamn på kartan inom idrotten.

## Spelare i urval
| Nr | Land    | Pos | Namn                                        |
| -- | ------- | --- | ------------------------------------------- |
|    | Sverige | A   | Tina Rasmusson (Moderklubb IFK Klagshamn)   |
|    | Sverige | A   | Annika Johansson (Moderklubb IFK Klagshamn) |

## Historik
Den 9 oktober 1921 samlades tolv edsvurna män och bildade Idrottsföreningen Kamraterna. De som fanns med vid detta tillfälle var folkskollärare Simonssons båda söner Edvin och Alve från Västra skolan i Tygelsjö, förman Gullbergs söner Ragnar och Axel från Klagstorpssidan, liksom Verner och Henning Hermodsson från gamla Hermodssonsläkten som vi känner från företagets barndom. Med var också Gunnar och Carl Christén, liksom Artur Johansson, Harald Andersson, Hugo Nilsson och slutligen stinsen Sjöbergs äldste son Erik. IFK Klagshamn har idag cirka 750 medlemmar. Av dessa är mer än 450 ungdomar under 25 år.
Under åren har föreningen haft olika sektioner med varierande verksamhet. Exempel på dessa är: fotboll, innebandy, handboll, motion, volleyboll och canasta. Föreningen var även en av de första i Sverige som anordnade knattefotboll på tidigt åttiotal och grundaren till detta var Klagshamnsprofilen och Malmöpolitikern Leif Jönsson.
Föreningen har en stödförening som heter IFK Klagshamns vänner. Man har även en supportergruppering som går under namnet "Ultras Yellow Fanatica" som bildades 2013.

## Kuriosa
- TV-serien Åshöjdens BK spelades till stora delar in på Klagshamns idrottsplats.
- Ricky Bruch använde Klagshamns idrottsplats som träningsplats under långa perioder.